# تیم رالی جهانی ام-اسپرت
تیم رالی جهانی ام-اسپورت (انگلیسی: M-Sport World Rally Team) با نام سابق استوبارت یک تیم اتوموبیل‌رانی در مسابقات رالی قهرمانی جهان است، مرکز این تیم در کامبریا، انگلستان است.